# Periploma kaiserae
Periploma kaiserae is een tweekleppigensoort uit de familie van de Periplomatidae. De wetenschappelijke naam van de soort is voor het eerst geldig gepubliceerd in 2010 door Valentich-Scott & Coan.